# كاتسو ناكامورا
كاتسو ناكامورا (باليابانية: 中村嘉葎雄؛ بالكانا: なかむら かつお) هو ممثل كابوكي ‏ وممثل ياباني، ولد في 23 أبريل 1938 في بلدة طوكيو ‏ في اليابان.

## أعمال

### أفلام
- (1959) الصبي السحري
- (1964) كوايدان
- (2001) ماء دافئ أسفل جسر أحمر

## وصلات خارجية
- كاتسو ناكامورا على موقع IMDb (الإنجليزية)
- كاتسو ناكامورا على موقع روتن توميتوز (الإنجليزية)
- كاتسو ناكامورا على موقع ألو سيني (الفرنسية)
- كاتسو ناكامورا على موقع قاعدة بيانات الفيلم (الإنجليزية)